# Архиепархия Аккры
Архиепархия Аккры (лат. Archidioecesis Accraënsis) — архиепархия Римско-Католической Церкви c центром в городе Аккра, Гана. В архиепархию Аккры входят епархии Кета-Акатси, Кофоридуа, Хо и Ясикана.

## История
2 декабря 1943 года Святым Престолом была учреждена Апостольская префектура Аккры, которая была выделена из Апостольского викариата Золотого Берега (сегодня — архиепархия Кейп-Коста).
12 июня 1947 года Римский папа Пий XII издал буллу «Si evangelicos fructus», которой преобразовал апостольскую префектуру Аккры в апостольский викариат.
18 апреля 1950 года Римский папа Пий XII издал буллу «Laeto accepimus», которой преобразовал апостольский викариат Аккры в епархию, которая вошла в архиепархию Кейп-Косты.
6 июля 1992 года из епархии Аккры выделилась новая епархия Кофоридуа. В этот же день епархия Аккры была возведена в ранг архиепархии буллой «Quae maiori» Римского папы Иоанна Павла II.

## Ординарии архиепархии
- епископ Adolph Alexander Noser (1944 — 8.01.1953)
- епископ Joseph Oliver Bowers (22.04.1953 — 16.01.1971)
- епископ Dominic Kodwo Andoh (3.07.1971 — 30.03.2005)
- епископ Gabriel Charles Palmer-Buckle (30.03.2005 — по настоящее время)

## Источник
- Annuario Pontificio, Libreria Editrice Vaticana, Città del Vaticano, 2003, ISBN 88-209-7422-3
- Булла Si evangelicos fructus Архивная копия от 13 августа 2019 на Wayback Machine, AAS 39 (1947), стр. 436  (лат.)
- Булла Laeto accepimus Архивная копия от 27 марта 2010 на Wayback Machine, AAS 42 (1950), стр. 615  (лат.)
- Булла Quae maiori Архивная копия от 12 сентября 2010 на Wayback Machine  (лат.)